# Мікаель Шенберг
Мікаель Шенберг Христенсен (дан. Michael Schjønberg Christensen, нар. 19 січня 1967, Есб'єрг, Данія) — данський футболіст, що грав на позиції захисника. По завершенні ігрової кар'єри — тренер. Виступав за національну збірну Данії.
Володар Кубка Німеччини. Чемпіон Німеччини. У складі збірної — володар Кубка Конфедерацій.

## Клубна кар'єра
У дорослому футболі дебютував 1987 року виступами за команду клубу «Есб'єрг», в якій провів три сезони, взявши участь у 89 матчах чемпіонату.
Своєю грою за цю команду привернув увагу представників тренерського штабу клубу «Ганновер 96», до складу якого приєднався 1990 року. Відіграв за команду з Ганновера наступні чотири сезони своєї ігрової кар'єри. Більшість часу, проведеного у складі «Ганновера», був основним гравцем захисту команди.
Протягом 1994—1996 років захищав кольори команди клубу «Оденсе».
1996 року перейшов до клубу «Кайзерслаутерн», за який відіграв 5 сезонів. Граючи у складі «Кайзерслаутерна» також здебільшого виходив на поле в основному складі команди. За цей час виборов титул чемпіона Німеччини. Завершив професійну кар'єру футболіста 2001 року виступами за команду «Кайзерслаутерн».

## Виступи за збірну
1995 року дебютував в офіційних матчах у складі національної збірної Данії. Протягом кар'єри у національній команді, яка тривала 6 років, провів у формі головної команди країни 44 матчі, забивши 3 голи.
У складі збірної був учасником розіграшу Кубка конфедерацій 1995 року в Саудівській Аравії, здобувши того року титул переможця турніру, чемпіонату Європи 1996 року в Англії, чемпіонату світу 1998 року у Франції, чемпіонату Європи 2000 року в Бельгії та Нідерландах.

## Кар'єра тренера
Розпочав тренерську кар'єру невдовзі по завершенні кар'єри гравця, 2004 року, очоливши тренерський штаб клубу «Герфельге».
В подальшому очолював другу команду клубу «Ганновер 96», а також головну команду «Вестшеланна».
Останнім місцем тренерської роботи був клуб «Нест-Сотра», головним тренером команди якого Мікаель Шенберг був 2015

## Досягнення
- Володар Кубка Німеччини:

«Ганновер 96»: 1991–1992
- Чемпіон Німеччини:

«Кайзерслаутерн»: 1997–1998
- Володар Кубка Конфедерацій:

Данія: 1995